# Хансен, Киран
Киран Хансен (англ. Kieran Hansen; род. 16 ноября 1971 года, в г. Сиднее, Новый Южный Уэльс) — австралийский конькобежец, хоккеист, шорт-трекист; Чемпион мира 1991 года и бронзовый призёр Олимпийских игр 1994 года. Участвовал в Олимпийских играх 1992 и 1998 годов.

## Биография
Киран с 6-ти лет занимался лёгкой атлетикой, в то время его сестра играла в хоккей, а мать училась кататься в фигурном катании. Где-то в возрасте 11-12 лет он решил тоже прийти на ледовый каток. Киран присоединился к хоккейному клубу "Блэктаун" на западе Сиднея, где тренер сказал ему научиться кататься на коньках. Он записался на программу "Учись кататься на коньках" на ледовом катке Кентербери, которым руководила Мэгги Холланд, тренер сборной штата по конькобежному спорту. Одновременно стал заниматься хоккеем и конькобежным спортом, хотя скоростной бег на коньках ему не сильно нравился сначала. Он тренировался вместе с Эндрю Мертой в рабочем пригороде Блэктауна, с которым они ещё много чего выиграют. Мать Хансена Хелен говорила -"Эти мальчики-настоящие западные пригороды-дети с односторонним мышлением"

## 1988-1991 года
В 1988 году Киран, когда ему было ещё 16 лет присоединился к национальной сборной. Он описал свои ранние годы, как довольно структурированную тренировочную программу - "У нас был национальный тренер. Конькобежный спорт интересный вид спорта, даже в 60-е, 70-е, 80-е годы. Это одна из тех вещей, которые действительно мне нравились в спорте". Когда шорт-трек стал Олимпийским видом спорта, Хансен перешёл в этот вид спорта.
В 1991 году Киран принял участие на чемпионате мира в Сиднее и выиграл золото с эстафетной командой в составе Стивена Брэдбери, Эндрю Мерты и Ричарда Низельски. Это была первая победа Австралии в зимних видах спорта. 

## 1992-1994 года
В 1992 году на Олимпийских играх в Альбервилле Австралия считалась фаворитом, после чемпионского звания 1991 года, но в полуфинале произошло падение Низельски и команда не вышла в финал, заняв лишь 7-е место. Киран Хансен участвовал на тех играх только в эстафете. В 1993 году на чемпионате мира в Пекине он взял бронзу с командой в эстафете. После чемпионата у него обнаружилась железистая лихорадка и увеличенная селезёнка. Всё дело в переусердствовании тренировками и большой нагрузкой на организм. А на следующий год на зимних Олимпийских играх в Лиллехаммере Киран с командой выиграли бронзовую медаль в эстафете, первую для Австралии. На дистанции 500 метров он занял 23 место, а на 1000 метров - 12-е место.
В начале апреля 1994 года на чемпионате мира в Гилдфорде в эстафете он завоевал серебряную медаль. 
Стипендия от банка "Вестпак" позволяло ему меньше работать. Иногда он тренировался со своими товарищами по эстафете, но так как они жили в разных городах, то собирались по выходным 4-5 раз в год.

## 1995-1998 года
Хансен также участвовал в эстафетах на чемпионатах мира 1995 года в Йёвике и 1996 года в Гааге, где занял 5-е и 4-е места соответственно. На Олимпиаду в Нагано поехали в новом составе, из команды ушли Эндрю Мерта и Джонни Ках, сам Хансен был не в лучшей физической форме. В итоге в полуфинале заняли 3-е место и в финал не прошли. В общем зачёте эстафеты заняли 8-е место.

## После спорта
После завершения карьеры в шорт-треке Хансен работал в сфере финансов, переехав в Сингапур на 9 лет, где он сотрудничал с ассоциацией ледовых гонок. В 2016 году вернулся в Сидней, где был судьёй, тренером и помогал проводить соревнования. 